# トランスポーター (映画)
『トランスポーター』（仏題：Le Transporteur, 英題：The Transporter）は、2002年製作のフランス・アメリカのカーアクション映画。何でも運ぶプロの運び屋を主人公とするカーアクション映画である。『TAXi』シリーズ等で知られるリュック・ベッソンが製作・脚本を手掛け、ジェイソン・ステイサムが主人公を務める。

## ストーリー
主人公のフランク・マーティンは、黒いBMW735i(E38)を愛車とする運び屋（トランスポーター）である。高額な報酬と引き換えに、どんな品物も時間厳守で目的地に運ぶことを生業としている。そして彼は自分の仕事に対して「契約厳守」「（依頼者の）名前は聞かない」「依頼品を開けない」の3つのルールを課し、同時に運び屋としての信用を得ている。また、彼は特殊部隊に5年いた経歴を持ち、その天才的な運転技術と共に各種格闘術にも長けている。
フランクはある組織から仕事を請け負い、品物の大きなバッグを受けとり目的地へ向かう。しかし、輸送中に車がパンクをする。修理のためにトランクをあけると品物が動いているのに気づく。はじめは無視を決め込むが、自らに課したルールの1つ「依頼品は開けない」を破ってバッグの中身を開けると、中には手足を縛られ口をテープで封じられた中国人の女が入っていた。フランクは女に飲み物を与え、トイレに行きたいという要求を聞いてやるが、そのために森の中に逃げられてしまう。
しかしすぐに捕まえ、目的地に届けて契約を遂行する。そこで再び荷物を運ぶ依頼をウォールから引き受けたフランクだが、立ち寄ったドライブインでジュースを買って車に戻ろうとしたところ車が爆発する。殺されかけたフランクは怒り、依頼主のところに行き復讐を果たす。しかしウォールは不在で、組織のアジトから車を奪い逃走するが、車の中には最初に届けた中国の女性、ライ・クワイが乗っていた。フランクはライを置き去りにするに偲びず、家につれて帰る。
フランクの車の爆発の事でタルコニ警部が事情聴取に来るが、ライの機転で上手にかわす。その後、組織のボスが手下とともにフランクの家を急襲する。危機一髪で二人はなんとか脱出するが、フランクはそもそも仕事のルールを破った事を後悔し、ライと別れようとする。しかしライから組織が人身売買を行い、ライの家族も被害に遭ってる事を聞き、組織から人々を救い出す事を決心し再び組織に乗り込む。
ただライの話には半分嘘が含まれていて、実はライの父親も人身売買に関わる黒幕であることがわかる。予想外の展開に戸惑うフランクは組織に捕らえられるが、タルコーニ警部が乗り込んで来たため、身柄は警察に移される。人身売買の証拠はないものの、ライを信じるフランクは、タルコーニ警部の計らいで警察を脱出し、単身で人身売買の輸送コンテナがあるという現場に向かう。
そこで大勢の敵を相手に次々と倒し、とうとうウォールからコンテナを運ぶトラックを奪うことに成功する。しかし油断したときに、一度は退けたはずのライの父親が現れ再び窮地に陥るが、ライが父親を射殺し命を救われる。売買されるはずだった395人のアジア人も無事に助けられた。

## 登場人物
- フランク・マーティン

裏社会のドライバーで、通称「トランスポーター」と呼ばれる凄腕の運び屋。運転能力をはじめ、元軍人の凄腕工作員で銃火器の扱いや白兵戦にも長けるその道で名のしれたプロフェッショナル。冷静沈着で決められた3つのルールを条件に仕事を請け負う。今回請け負った仕事でルールを破って「荷物」の中身であるライを見てしまい、彼女を取り巻く陰謀に巻き込まれてしまう。
- ライ・クワイ

フランクが請け負った仕事で運んだバッグの中に詰め込まれた中国人の女性。自分を助けてくれたフランクを利用して父親の悪事を暴こうとしたが次第に彼に惹かれていく。
- ダレン・ベッテンコート/ウォール・ストリート

犯罪組織の一員。フランクに仕事を依頼したが荷物の中身（ライ）を見られたことで因縁が発生する。最後はフランクとの戦いに敗れて死亡する。
- タルコニ警部

フランクが住む街の老警部。廃れた小さな田舎街の警部だが、鋭い感と観察力を持ち、フランクに眼をつけている。彼をトランスポーターと見抜いているが、証拠が無いことや、その仕事の手際の良さから必要以上に追求はしない。
- ミスター・クワイ

ライの父親。人身売買を行っている。

## キャスト
| 役名                 | 俳優                     | 日本語吹替                                    | 日本語吹替                                                          | 日本語吹替                                                 |
| 役名                 | 俳優                     | ソフト版                                      | テレビ朝日旧版                                                      | テレビ朝日新版                                             |
| -------------------- | ------------------------ | --------------------------------------------- | ------------------------------------------------------------------- | ---------------------------------------------------------- |
| フランク・マーティン | ジェイソン・ステイサム   | 山路和弘                                      | 木下浩之                                                            | 井上和彦                                                   |
| ライ・クワイ         | スー・チー               | 根谷美智子                                    | 片岡身江                                                            | 園崎未恵                                                   |
| ウォール・ストリート | マット・シュルツ         | 西凜太朗                                      | 高橋和也                                                            | 西凜太朗                                                   |
| タルコニ警部         | フランソワ・ベルレアン   | 小島敏彦                                      | 大塚周夫                                                            | 矢田耕司                                                   |
| ミスター・クワイ     | リック・ヤン             | 後藤哲夫                                      | 宝亀克寿                                                            | 石田太郎                                                   |
| ボス                 | ディディエ・サン・ムラン | 佐々木省三                                    | 伊藤昌一                                                            | 梅津秀行                                                   |
| パイロット           | ヴァンサン・ネメス       | 佐々木省三                                    | 山田敦彦                                                            | をはり万造                                                 |
| ニュースキャスター   | アドリアン・デアルネル   | 魚建                                          | 喜多川拓郎                                                          | 高橋翔                                                     |
| 役不明又はその他     |                          | 渡辺英雄 阪口周平 よのひかり                  | 坂口賢一 佐々木誠二 河相智哉 北斗誓一 松本大 白山修 天神総介 林智恵 | 勝杏里 斉藤次郎 浜田賢二 板倉光隆 根津貴行 飯島肇 加藤沙織 |
| 日本語版制作スタッフ |                          |                                               |                                                                     |                                                            |
| 演出                 |                          | 木村絵理子                                    | 壺井正                                                              | 鍛治谷功                                                   |
| 翻訳                 |                          | 石山祐子                                      | 高間俊子                                                            | 高間俊子                                                   |
| 調整                 |                          | 吉田佳代子                                    | 藤樫衛                                                              | 飯村靖雄                                                   |
| 制作                 |                          | アスミック・エースエンタテインメント 東北新社 | グロービジョン                                                      | ブロードメディア・スタジオ                                 |

- テレビ朝日旧版：初回放送2004年9月26日『日曜洋画劇場』 21:00-22:54
- テレビ朝日新版：初回放送2006年5月28日『日曜洋画劇場』 21:00-22:54

## スタッフ
- 製作：リュック・ベッソン、スティーヴ・チャスマン
- 監督：ルイ・レテリエ、コリー・ユン
- 脚本：リュック・ベッソン、ロバート・マーク・ケイメン
- 撮影：ピエール・モレル
- 音楽 : スタンリー・クラーク

## その他
- 本作は3つのルールのうち「依頼品を開けない」を破り、そして「契約終了後の再契約はしない」というルールも破っている。
- 一部のシーンでリュック・ベッソンが監督している。
- 最初の銀行強盗を目的地まで運ぶときの話で主人公の乗るBMWの右ミラーが取れたり取れていなかったりするシーンがある。
- 主人公がBMWに乗るのは今作だけ（以降はアウディ・A8、S8）。

## リブート
今後にトランスポーターシリーズがリブートされることが正式に決定した。2014年6月より、新キャストによるシリーズ4作目の撮影が始まるが2015年10月にNHN comicoが運営するオンラインコミックサイト兼コミックアプリであるcomicoにて全世界に先駆けて前後編の読み切りとしてcomicoで大人気の『怪盗ロットワイラー』とのコラボレーションでコミカライズが決定した。日本公開初日にあたる2015年10月24日にコミカライズ版を基に加筆・修正を追加収録したコミックスを先着でプレゼントすることが決定した。